# Agua dulce, agua salá
"Agua dulce, agua salá" es una canción interpretada por el artista español Julio Iglesias, publicada en su álbum de estudio La carretera (1995). La canción fue escrita por Estéfano, coescrita por Donato Póveda y Hal S. Batt y producida por Ramón Arcusa. Fue lanzado como el sencillo principal del álbum el 22 de mayo de 1995 bajo el sello discográfico Sony Latin. Una rumba flamenca, la canción trata el tema de la vida. La canción recibió reacciones positivas de los críticos musicales, y la mayoría la encontraron pegadiza. Recibió el Premio Latino ASCAP en 1996. Comercialmente, la canción alcanzó el puesto número tres en la lista Hot Latin Tracks y el número uno en la lista Latin Pop Airplay en los Estados Unidos. Un video musical de la canción fue filmado en España y presenta a Fabiola Martínez. Iglesias también lo grabó en portugués como "Água Doce, Água do Mar" para su álbum de estudio Ao Meu Brasil (2000).

## Antecedentes y composición
En 1995, Iglesias lanzó La Carretera, su primer álbum en español desde Calor (1992). Para promocionar el álbum, se lanzó "Agua Dulce, Agua Salá" como sencillo principal en 1995. La canción se incluyó más tarde en el álbum recopilatorio de Iglesias My Life: The Greatest Hits (1998). La canción fue escrita por Estéfano, Donato Poveda y Hal Batt y producida por Ramón Arcusa. La pista fue grabada en Miami durante abril de 1995. Musicalmente, "Agua Dulce, Agua Salá" es una rumba flamenca y describe el tema de la vida, aceptar su amargura y placer y seguir bailando. El músico colombiano de vallenato Egidio Cuadrado, quien es miembro de la banda de Carlos Vives, toca el acordeón para la canción. La pista también está acompañada por aplausos y cantantes de fondo "jubilosos", así como percusiones.

## Promoción y recepción
El video musical de "Agua Dulce, Agua Salá" fue filmado en la Ermita de El Rocío en Huelva, España y presenta a la modelo venezolana Fabiola Martínez. Iglesias interpretó la canción en vivo en el programa de variedades mexicano Siempre en Domingo en 1995. Iglesias grabó una versión en portugués de la canción bajo el título de "Água Doce, Água do Mar", que se incluyó en su álbum de estudio Ao Meu Brasil (2000). "Agua Dulce, Agua Salá" ha sido versionada por el cantante dominicano Álex Bueno en su álbum de estudio Me equivoqué (1996).
El crítico del Miami Herald Howard Cohen calificó a "Agua Dulce, Agua Salá" como una "samba embriagadora" y sintió que tiene "un sabor tropical infeccioso". Charlotte Aiken de The Oklahoman elogió la canción como "atrevida", mientras que la editora de El Paso Times, Maria Cortés Gonazlez, elogió la pista como una de las "melodías contagiosamente bailables" del álbum. Un escritor de Music & Media se refirió a él como un "sencillo de percusión". La pista fue reconocida como una de las canciones con mejor interpretación del año en los Premios Latinos ASCAP de 1996.  En los Estados Unidos, "Agua Dulce, Agua Salá" alcanzó el puesto número tres en la lista Billboard Hot Latin Songs y alcanzó la cima de la lista Latin Pop Airplay. También fue reconocido en los Premios Latinos BMI de 1997. Fue reconocida como una de las canciones con mejor interpretación del año en los premios BMI de 1997.

## Listas

### Listas semanales
| Listas (1995)                        | Máxima posición |
| ------------------------------------ | --------------- |
| Netherlands (Dutch Top 40 Tipparade) | 6               |
| Netherlands (Dutch Single Tip)       | 9               |
| Estados Unidos (Hot Latin Songs)     | 3               |
| Estados Unidos (Latin Pop Airplay)   | 1               |

### Lista de fin de año
| Lista (1995)                   | Máxima posición |
| ------------------------------ | --------------- |
| US Hot Latin Songs (Billboard) | 33              |

### Sucesión en las listas
| Predecesor: I Could Fall in Love de Selena | U.S. Billboard Latin Pop Airplay — Sencillo N°. 1 26 de agosto de 1995 - 1 de septiembre de 1995 | Sucesor: Gata sin luna de Ednita Nazario |